# Braunschweiger
El Braunschweiger se trata de una salchicha cuyo nombre en alemán proviene de "Braunschweiger Wurst" (salchicha de Braunschweig). No parece haberse registrado en la actualidad 2006 una patente que describa los ingredientes y la composición exacta de esta salchicha, por esta razón puede encontrarse con diferentes formas y sabores en muchas ciudades del mundo: Berlín, Múnich, Londres, Sídney o incluso New York. 

## Historia
Esta salchicha es conocida desde la Edad Media ya que se describe su elaboración en documentos de casas privadas de Braunschweig, no obstante aparece en canciones y poemas de la época. Aparece en una de las obras más famosas de teatro de Heinrich von Kleist "Der zerbrochne Krug" ("El cántaro roto") de 1806. Aparece en otra comedia de teatro de Theodor Hosemann "Die Braunschweiger Wurst" del año 1863. En 1830 se sabe que existían carnicerías especializadas en este tipo de salchichas, ya en 1840 empieza a exportarse a otras ciudades de Alemania y en 1860 con el advenimiento de las empresas conserveras empieza a ponerse en conserva.

## Composición

### Braunschweig
Hoy en día en la región de Braunschweig se puede comprar este tipo de salchicha conocida como "Braunschweiger Streichmettwurst" y es reconocida como la auténtica, tanto por su consistencia como por su sabor ahumado. En Braunschweig se puede pedir con ajo o sin él. La receta y el sabor dependen en gran medida del carnicero con el que se trate. Se comete un error al pensar que la Schlackwurst, la Heidewurst, o la popularmente conocida en la región de Baja Sajonia Knackwurst son variantes de la Braunschweiger. A veces a estas salchichas se las denomina genéricamente así por simplicidad. La Schlackwurst es un poco más dura y permanece más tiempo comestible en la nevera que la "Braunschweiger“ y tradicionalmente esta última se ha curado siempre al humo (Ahumanda) con tripa de cerdo. Se encuentran referencias literarias de esta Braunschweiger en "Mumme-Lied". La versión de la Knackwurst de Braunschweig es de un color gris claro, a menudo se alina con tomillo y se puede untar en pan, de este tipo de salchicha hay dos versiones: ahumada y sin ahumar. La tercera de las primas de la Braunschweiger se conoce como la Heidewurst y es completamente diferente ya que es una salchicha cocida de tipo Mettwurst.

### Austria
En Austria se conoce una variante de la Braunschweiger que es similar a la Brühwurst alemana, o incluso a la Jagdwurst (salchicha del cazador). Elaborada con una mezcla de carne de cerdo y ternera, beicon (Speck) y nitritos. Este tipo de salchicha se suele comer entre horas.

### USA
En Estados Unidos el concepto "Braunschweiger" en algunas ciudades, se alude a una salchicha ahumada, de carne blanda para ser undada como la Leberwurst, elaborada de carne de cerdo. La Braunschweiger americana se puede comprar en cualquier supermercado o carnicería de este país, es tan famosa que incluso las grandes marcas de productos cárnicos ofrecen versiones con sus propias recetas y calidades. La Braunschweiger americana es una salchicha consistente que se suele emplear en la elaboración de sandwiches, a menudo combinada con mostaza, tomates y queso. Se puede encontrar marcas comerciales que incluyen pedazos de esta salchicha mezclada en un paté o en queso.
En otras partes del mundo (como Venezuela, por ejemplo) la Braunschweiger hace alusión esencialmente a la pasta de hígado untable envasada en este formato y producida y comercializada por Oscar Mayer. Cabe destacar que este mismo fabricante hace lo propio con una pasta untable hecha a base de jamón york molido y queso fundido denominándose Delicia de jamón y queso.